# Бадигеру (мочвара)
Бадигеру (енгл. Badigeru Swamp) је мочварни предео у југоисточном Јужном Судану у вилајету Источна Екваторија. Захвата приближну површину од око 550 км² и сезонског је карактера. Мочвара Бадигеру прима воде реке Кињети, која отиче са венца Иматонг. Највећа дужина је 110 км и ширина око 5 км (максимално 25 км). У долини расту високе траве и папирус. Најближи градови су Бор и Џуба.